# Graeme Sharp
Pour les articles homonymes, voir Sharp.
Graeme Marshall Sharp est un footballeur écossais, né le 16 octobre 1960 à Glasgow. Il était attaquant.

## Carrière
- ?-1980 : Dumbarton FC  Écosse
- 1980-1991 : Everton FC  Angleterre
- 1991-1997 : Oldham Athletic  Angleterre

## Palmarès
- 12 sélections et 1 but avec l'équipe d'Écosse entre 1985 et 1988
- Vainqueur de la Coupe des Vainqueurs de Coupes en 1985 avec Everton
- Champion d'Angleterre en 1985 et 1987 avec Everton
- Vainqueur de la Coupe d’Angleterre (FA Cup) en 1984 avec Everton
- Vainqueur du Community Shield en 1984, 1985, 1986 et 1987 avec Everton